# Mark Brooks
Mark David Brooks (Fort Worth, 25 maart 1961) is een Amerikaans golfprofessional. Hij debuteerde in 1983 op de PGA Tour en in 2011 op de Champions Tour.

## Loopbaan
Als jongvolwassene studeerde Brooks op de Universiteit van Texas in Austin waar hij drie keer All-American werd als lid van het golfteam. In 1983 werd hij een golfprofessional.
In 1983 maakte Brooks zijn debuut op de PGA Tour. In 1984 golfde hij voor het eerst een volledige seizoen op de PGA Tour. Op 24 juli 1988 behaalde hij op die tour zijn eerste zege door het Canon Sammy Davis Jr.-Greater Hartford Open te winnen. Hij won toen de play-off van Dave Barr en Joey Sindelar. In 2006 golfde hij voor het laatst een volledige seizoen. Tussendoor voegde hij nog zes toernooien waaronder een Major toe aan zijn erelijst.
In 2011 werd Brooks vijftig jaar en maakte hij zijn debuut op de Champions Tour. Tot op het heden boekte hij nog geen successen.

## Erelijst

### Professional
PGA Tour
| Nr. | Datum            | Toernooi                                    | Score              | Score | Info                                           |
| --- | ---------------- | ------------------------------------------- | ------------------ | ----- | ---------------------------------------------- |
| 1   | 24 juli 1988     | Canon Sammy Davis Jr.-Greater Hartford Open | 66-65-69-69=269    | –15   | Won de play-off van Dave Barr en Joey Sindelar |
| 2   | 28 april 1991    | KMart Greater Greensboro Open               | 71-70-70-64=275    | –15   | Won de play-off van Gene Sauers                |
| 3   | 1 september 1991 | Greater Milwaukee Open                      | 63-67-70-70=270    | –18   |                                                |
| 4   | 5 juni 1994      | Kemper Open                                 | 67-68-69-69=271    | –13   |                                                |
| 5   | 21 januari 1996  | Bob Hope Chrysler Classic                   | 66-68-69-67-67=337 | –23   | 90-holes event                                 |
| 6   | 5 mei 1996       | Shell Houston Open                          | 66-68-70-70=274    | –14   | Won de play-off van Jeff Maggert               |
| 7   | 11 augustus 1996 | PGA Championship                            | 68-70-69-70=277    | –11   | Won de play-off van Kenny Perry                |

Overige
- 1993: Pebble Beach Invitational
- 2002: Callaway Golf Pebble Beach Invitational
- 2009: Callaway Golf Pebble Beach Invitational

## Teamcompetities
Professional ( USA)
- Presidents Cup: 1996 (winnaars)